# هنري هولت (ناشر)
هنري هولت (بالإنجليزية: Henry Holt)‏ (3 يناير 1840، بالتيمور في الولايات المتحدة - 13 فبراير 1926، نيويورك في الولايات المتحدة)؛ روائي أمريكي.